# Puchar Świata kobiet w skokach narciarskich 2024/2025
Puchar Świata kobiet w skokach narciarskich 2024/2025 – 14. sezon Pucharu Świata kobiet w skokach narciarskich, który rozpoczął się 22 listopada 2024 na Lysgårdsbakken w Lillehammer, a zakończył 21 marca 2025 na skoczni Salpausselkä w Lahti. Zaplanowane zostały 32 konkursy – 28 indywidualnych, 3 drużyn mieszanych oraz 1 duetów.
Oficjalny kalendarz cyklu został zatwierdzony 8 maja 2024 podczas posiedzenia Komisji ds. skoków narciarskich FIS w Portorožu.
W czerwcu 2024 poinformowano o odwołaniu zaplanowanych na 11 i 12 stycznia 2025 dwóch konkursów indywidualnych we włoskim Predazzo z powodu przedłużającej się przebudowy tamtejszej skoczni HS143 przed Zimowymi Igrzyskami Olimpijskimi 2026.
Drugi konkurs indywidualny w Engelbergu (22 grudnia) został przerwany i odwołany po skokach 48 zawodniczek z powodu niekorzystnych warunków pogodowych. Wcześniej odwołano również kwalifikacje do tych zawodów. Kwalifikacje zaplanowane na 1 lutego 2025 w Willingen, zastąpione prologiem, zostały przerwane i odwołane z powodu złych warunków pogodowych. Z tego samego powodu pierwszy konkurs indywidualny w Lake Placid (7 lutego) został przerwany i rozpoczęty ponownie kilka godzin później. Kwalifikacje do zawodów w Oslo, zaplanowane na 13 marca 2025, zostały przerwane po skokach 27 zawodniczek i odwołane z powodu zbyt silnego wiatru, a do konkursu przystąpiły wszystkie zgłoszone uczestniczki. Z tego samego powodu pierwszy konkurs indywidualny w Vikersund (15 marca) został przerwany po skokach 21 z 22 zgłoszonych zawodniczek. Powtórzone zawody odbyły się jeszcze tego samego dnia, ale zostały ograniczone do jednej serii. Drugiego dnia zawody na Vikersundbakken zostały odwołane z tej samej przyczyny.

## Zwyciężczynie

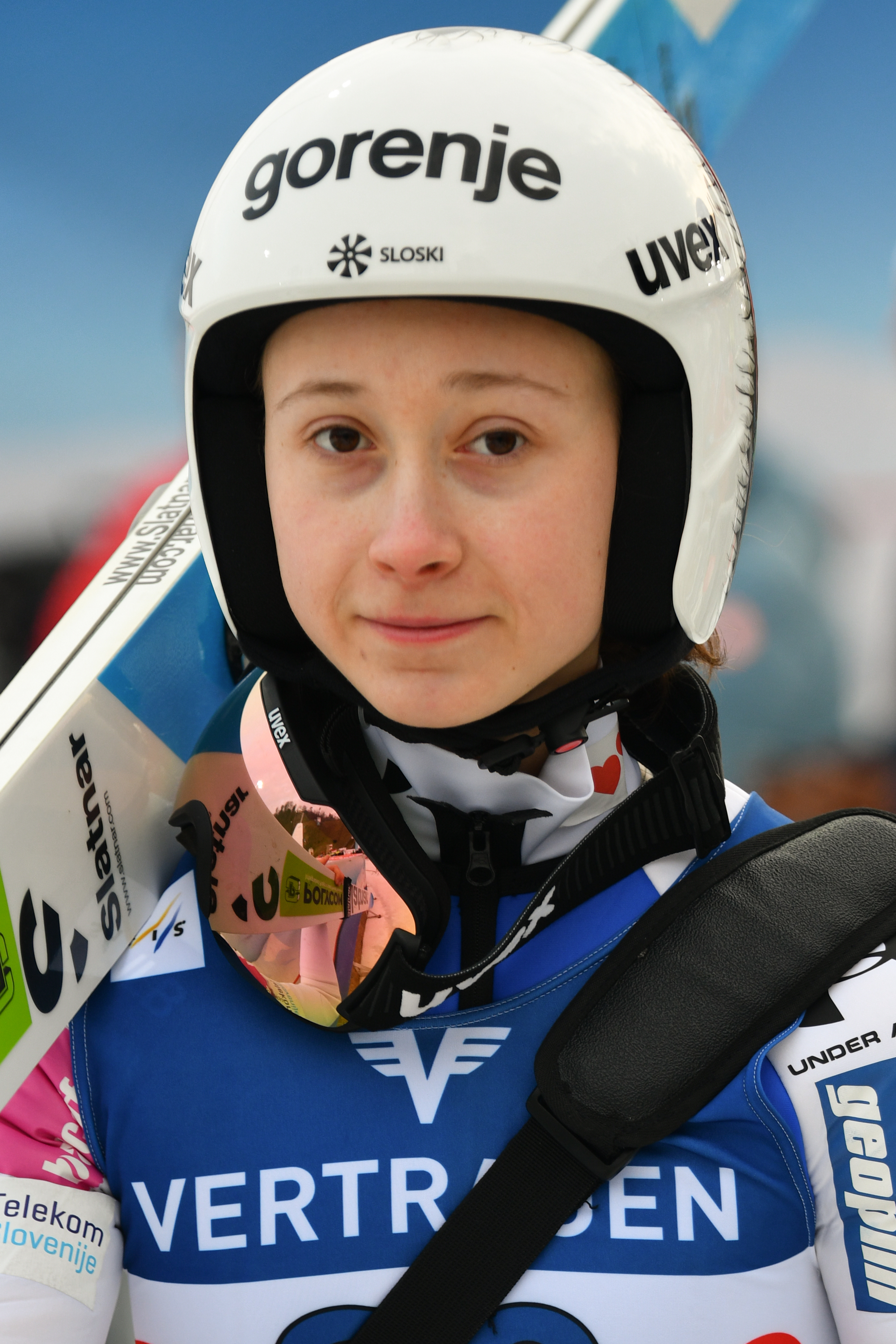
Nika Prevc zwyciężczyni klasyfikacji generalnej Pucharu Świata 2024/2025, Turnieju Dwóch Nocy 2024/2025 oraz Raw Air 2025
Reprezentacja Niemiec zwyciężczynie klasyfikacji generalnej Pucharu Narodów

## Kalendarz zawodów
| Źródła                                                                                  | Źródła                                              | Źródła                                              | Źródła                                              | Źródła                                              | Źródła | Źródła | Źródła                                                                               |
| Lp                                                                                      | Data                                                | Miejscowość                                         | HS                                                  | Uwagi                                               | 1. miejsce                                                                                                   | 2. miejsce                                                                                                   | 3. miejsce                                                                           |
| --------------------------------------------------------------------------------------- | --------------------------------------------------- | --------------------------------------------------- | --------------------------------------------------- | --------------------------------------------------- | --- | --- | ------------------------------------------------------------------------------------ |
| 1.                                                                                      | 22 listopada 2024                                   | Lillehammer                                         | HS140                                               | mikst                                               | Niemcy 1. Selina Freitag 2. Andreas Wellinger 3. Katharina Schmid 4. Pius Paschke                            | Norwegia 1. Anna Odine Strøm 2. Kristoffer Eriksen Sundal 3. Eirin Maria Kvandal 4. Marius Lindvik           | Austria 1. Lisa Eder 2. Daniel Tschofenig 3. Eva Pinkelnig 4. Jan Hörl               |
| 2.                                                                                      | 23 listopada 2024                                   | Lillehammer                                         | HS140                                               | –                                                   | Nika Prevc                                                                                                   | Katharina Schmid                                                                                             | Selina Freitag                                                                       |
| 3.                                                                                      | 24 listopada 2024                                   | Lillehammer                                         | HS140                                               | –                                                   | Katharina Schmid                                                                                             | Selina Freitag                                                                                               | Lisa Eder                                                                            |
| 4.                                                                                      | 14 grudnia 2024                                     | Zhangjiakou                                         | HS106                                               | –                                                   | Katharina Schmid                                                                                             | Eirin Maria Kvandal                                                                                          | Nika Prevc                                                                           |
| 5.                                                                                      | 15 grudnia 2024                                     | Zhangjiakou                                         | HS106                                               | –                                                   | Katharina Schmid                                                                                             | Ema Klinec                                                                                                   | Lisa Eder                                                                            |
| 6.                                                                                      | 21 grudnia 2024                                     | Engelberg                                           | HS140                                               | –                                                   | Nika Prevc                                                                                                   | Katharina Schmid                                                                                             | Thea Minyan Bjørseth                                                                 |
| —                                                                                       | 22 grudnia 2024                                     | Engelberg                                           | HS140                                               | [ a ]                                               | odwołany | odwołany | odwołany                                                                             |
| 7.                                                                                      | 31 grudnia 2024                                     | Garmisch-Partenkirchen                              | HS142                                               | TDN                                                 | Nika Prevc                                                                                                   | Eirin Maria Kvandal                                                                                          | Eva Pinkelnig                                                                        |
| 8.                                                                                      | 1 stycznia 2025                                     | Oberstdorf                                          | HS137                                               | TDN                                                 | Nika Prevc                                                                                                   | Anna Odine Strøm                                                                                             | Eirin Maria Kvandal                                                                  |
| Turniej Dwóch Nocy 2024/2025 – klasyfikacja końcowa                                     | Turniej Dwóch Nocy 2024/2025 – klasyfikacja końcowa | Turniej Dwóch Nocy 2024/2025 – klasyfikacja końcowa | Turniej Dwóch Nocy 2024/2025 – klasyfikacja końcowa | Turniej Dwóch Nocy 2024/2025 – klasyfikacja końcowa | Nika Prevc                                                                                                   | Eirin Maria Kvandal                                                                                          | Katharina Schmid                                                                     |
| 9.                                                                                      | 5 stycznia 2025                                     | Villach                                             | HS98                                                | –                                                   | Katharina Schmid                                                                                             | Nika Prevc                                                                                                   | Jacqueline Seifriedsberger                                                           |
| 10.                                                                                     | 6 stycznia 2025                                     | Villach                                             | HS98                                                | –                                                   | Eva Pinkelnig                                                                                                | Katharina Schmid                                                                                             | Nika Prevc                                                                           |
| —                                                                                       | 11 stycznia 2025                                    | Predazzo                                            | HS143                                               | [ b ]                                               | odwołany | odwołany | odwołany                                                                             |
| —                                                                                       | 12 stycznia 2025                                    | Predazzo                                            | HS143                                               | [ b ]                                               | odwołany | odwołany | odwołany                                                                             |
| 11.                                                                                     | 18 stycznia 2025                                    | Sapporo                                             | HS137                                               | –                                                   | Alexandria Loutitt                                                                                           | Lisa Eder | Eirin Maria Kvandal                                                                  |
| 12.                                                                                     | 19 stycznia 2025                                    | Sapporo                                             | HS137                                               | –                                                   | Eirin Maria Kvandal                                                                                          | Selina Freitag                                                                                               | Thea Minyan Bjørseth                                                                 |
| 13.                                                                                     | 24 stycznia 2025                                    | Zaō                                                 | HS102                                               | –                                                   | Nika Prevc                                                                                                   | Thea Minyan Bjørseth                                                                                         | Eva Pinkelnig                                                                        |
| 14.                                                                                     | 25 stycznia 2025                                    | Zaō                                                 | HS102                                               | duety                                               | Niemcy 1. Selina Freitag 2. Agnes Reisch                                                                     | Norwegia 1. Thea Minyan Bjørseth 2. Eirin Maria Kvandal                                                      | Austria 1. Jacqueline Seifriedsberger 2. Eva Pinkelnig                               |
| 15.                                                                                     | 26 stycznia 2025                                    | Zaō                                                 | HS102                                               | –                                                   | Jacqueline Seifriedsberger                                                                                   | Eirin Maria Kvandal                                                                                          | Nika Prevc                                                                           |
| 16.                                                                                     | 31 stycznia 2025                                    | Willingen                                           | HS147                                               | mikst                                               | Norwegia 1. Thea Minyan Bjørseth 2. Kristoffer Eriksen Sundal 3. Eirin Maria Kvandal 4. Johann André Forfang | Austria 1. Lisa Eder 2. Jan Hörl 3. Jacqueline Seifriedsberger 4. Daniel Tschofenig                          | Niemcy 1. Katharina Schmid 2. Philipp Raimund 3. Selina Freitag 4. Andreas Wellinger |
| 17.                                                                                     | 1 lutego 2025                                       | Willingen                                           | HS147                                               | –                                                   | Eirin Maria Kvandal                                                                                          | Anna Odine Strøm                                                                                             | Jacqueline Seifriedsberger                                                           |
| 18.                                                                                     | 7 lutego 2025                                       | Lake Placid                                         | HS128                                               | –                                                   | Nika Prevc                                                                                                   | Eirin Maria Kvandal                                                                                          | Alexandria Loutitt                                                                   |
| 19.                                                                                     | 8 lutego 2025                                       | Lake Placid                                         | HS128                                               | –                                                   | Nika Prevc                                                                                                   | Agnes Reisch                                                                                                 | Selina Freitag                                                                       |
| 20.                                                                                     | 8 lutego 2025                                       | Lake Placid                                         | HS128                                               | mikst                                               | Niemcy 1. Agnes Reisch 2. Philipp Raimund 3. Selina Freitag 4. Andreas Wellinger                             | Norwegia 1. Thea Minyan Bjørseth 2. Kristoffer Eriksen Sundal 3. Eirin Maria Kvandal 4. Johann André Forfang | Austria 1. Lisa Eder 2. Jan Hörl 3. Jacqueline Seifriedsberger 4. Daniel Tschofenig  |
| 21.                                                                                     | 15 lutego 2025                                      | Ljubno                                              | HS94                                                | –                                                   | Nika Prevc                                                                                                   | Selina Freitag                                                                                               | Thea Minyan Bjørseth                                                                 |
| 22.                                                                                     | 16 lutego 2025                                      | Ljubno                                              | HS94                                                | –                                                   | Nika Prevc                                                                                                   | Selina Freitag                                                                                               | Lisa Eder                                                                            |
| 23.                                                                                     | 22 lutego 2025                                      | Hinzenbach                                          | HS90                                                | –                                                   | Nika Prevc                                                                                                   | Selina Freitag                                                                                               | Jacqueline Seifriedsberger                                                           |
| 24.                                                                                     | 23 lutego 2025                                      | Hinzenbach                                          | HS90                                                | –                                                   | Nika Prevc                                                                                                   | Selina Freitag                                                                                               | Abigail Strate                                                                       |
|                                                                                         |                                                     |                                                     |                                                     |                                                     | | |                                                                                      |
| Mistrzostwa Świata w Narciarstwie Klasycznym 2025 • Trondheim, 26 lutego – 9 marca 2025 |                                                     |                                                     |                                                     |                                                     | | |                                                                                      |
|                                                                                         |                                                     |                                                     |                                                     |                                                     | | |                                                                                      |
| 25.                                                                                     | 13 marca 2025                                       | Oslo                                                | HS134                                               | RA                                                  | Nika Prevc                                                                                                   | Anna Odine Strøm                                                                                             | Eirin Maria Kvandal                                                                  |
| 26.                                                                                     | 15 marca 2025                                       | Vikersund                                           | HS240                                               | RA, loty                                            | Nika Prevc                                                                                                   | Ema Klinec                                                                                                   | Selina Freitag                                                                       |
| —                                                                                       | 16 marca 2025                                       | Vikersund                                           | HS240                                               | RA, loty                                            | odwołany | odwołany | odwołany                                                                             |
| Raw Air 2025 – klasyfikacja końcowa                                                     | Raw Air 2025 – klasyfikacja końcowa                 | Raw Air 2025 – klasyfikacja końcowa                 | Raw Air 2025 – klasyfikacja końcowa                 | Raw Air 2025 – klasyfikacja końcowa                 | Nika Prevc                                                                                                   | Eirin Maria Kvandal                                                                                          | Anna Odine Strøm                                                                     |
| 27.                                                                                     | 20 marca 2025                                       | Lahti                                               | HS130                                               | –                                                   | Nika Prevc                                                                                                   | Selina Freitag                                                                                               | Alexandria Loutitt                                                                   |
| 28.                                                                                     | 21 marca 2025                                       | Lahti                                               | HS130                                               | –                                                   | Nika Prevc                                                                                                   | Selina Freitag                                                                                               | Ema Klinec                                                                           |
| Klasyfikacje generalne                                                                  | Klasyfikacje generalne                              | Klasyfikacje generalne                              | Klasyfikacje generalne                              | Klasyfikacje generalne                              | 1. miejsce                                                                                                   | 2. miejsce                                                                                                   | 3. miejsce                                                                           |
| Puchar Świata w skokach narciarskich 2024/2025                                          | Puchar Świata w skokach narciarskich 2024/2025      | Puchar Świata w skokach narciarskich 2024/2025      | Puchar Świata w skokach narciarskich 2024/2025      | Puchar Świata w skokach narciarskich 2024/2025      | Nika Prevc                                                                                                   | Selina Freitag                                                                                               | Katharina Schmid                                                                     |
| Puchar Narodów w skokach narciarskich 2024/2025                                         | Puchar Narodów w skokach narciarskich 2024/2025     | Puchar Narodów w skokach narciarskich 2024/2025     | Puchar Narodów w skokach narciarskich 2024/2025     | Puchar Narodów w skokach narciarskich 2024/2025     | Niemcy | Norwegia | Austria                                                                              |

Legenda:
| zawody indywidualne | zawody drużynowe/duety/mikst | Turniej Dwóch Nocy | Raw Air |

## Skocznie
W tabeli podano rekordy skoczni obowiązujące przed rozpoczęciem Pucharu Świata 2024/2025 lub ustanowione bądź wyrównane w trakcie jego trwania (wyróżnione wytłuszczeniem).
| Zdjęcie | Nazwa skoczni                         | Miejscowość            | K    | HS    | Rekord skoczni | Rekord skoczni       | Rekord skoczni | Źr.    |
| Zdjęcie | Nazwa skoczni                         | Miejscowość            | K    | HS    | Odległość      | Rekordzistka         | Data           | Źr.    |
| ------- | ------------------------------------- | ---------------------- | ---- | ----- | -------------- | -------------------- | -------------- | ------ |
|         | Lysgårdsbakken                        | Lillehammer            | K123 | HS140 | 141,5 m        | Maren Lundby         | 11.03.2019     | [ 14 ] |
|         | Snow Ruyi National Ski Jumping Centre | Zhangjiakou            | K95  | HS106 | 108,0 m        | Urša Bogataj         | 05.02.2022     | [ 15 ] |
|         | Gross-Titlis-Schanze                  | Engelberg              | K125 | HS140 | 140,0 m        | Nika Prevc           | 21.12.2024     | [ 16 ] |
|         | Große Olympiaschanze                  | Garmisch-Partenkirchen | K125 | HS142 | 137,5 m        | Eva Pinkelnig        | 31.12.2024     | [ 17 ] |
|         | Schattenbergschanze                   | Oberstdorf             | K120 | HS137 | 141,5 m        | Chiara Kreuzer       | 01.02.2020     | [ 18 ] |
|         | Villacher Alpenarena                  | Villach                | K90  | HS98  | 102,0 m        | Nika Prevc           | 05.01.2025     | [ 19 ] |
|         | Ōkurayama                             | Sapporo                | K123 | HS137 | 139,5 m        | Maren Lundby         | 12.01.2020     | [ 20 ] |
|         | Yamagata                              | Zaō                    | K95  | HS102 | 106,0 m        | Sara Takanashi       | 22.01.2016     | [ 21 ] |
|         | Mühlenkopfschanze                     | Willingen              | K130 | HS147 | 151,0 m        | Nika Križnar         | 30.01.2022     | [ 22 ] |
|         | MacKenzie Intervale                   | Lake Placid            | K115 | HS128 | 130,5 m        | Agnes Reisch         | 07.02.2025     | [ 23 ] |
|         | Logarska dolina                       | Ljubno                 | K85  | HS94  | 97,0 m         | Thea Minyan Bjørseth | 15.02.2025     | [ 24 ] |
|         | Aigner-Schanze                        | Hinzenbach             | K85  | HS90  | 98,0 m         | Sara Takanashi       | 07.02.2016     | [ 25 ] |
|         | Holmenkollbakken                      | Oslo                   | K120 | HS134 | 137,5 m        | Sara Takanashi       | 04.02.2016     | [ 26 ] |
|         | Vikersundbakken                       | Vikersund              | K200 | HS240 | 236,0 m        | Nika Prevc           | 14.03.2025     | [ 27 ] |
|         | Salpausselkä                          | Lahti                  | K116 | HS130 | 135,5 m        | Nika Prevc           | 20.03.2025     | [ 28 ] |

## Statystyki indywidualne
| Źródło | Źródło            | Źródło            | Źródło            | Źródło            | Źródło          | Źródło                       | Źródło          | Źródło       | Źródło       | Źródło        | Źródło        | Źródło    | Źródło    | Źródło         | Źródło           | Źródło           | Źródło       | Źródło       | Źródło           | Źródło           | Źródło     | Źródło          | Źródło      | Źródło      |
| Zawodniczka | Lillehammer 23.11 | Lillehammer 24.11 | Zhangjiakou 14.12 | Zhangjiakou 15.12 | Engelberg 21.12 | Garmisch-Partenkirchen 31.12 | Oberstdorf 1.01 | Villach 5.01 | Villach 6.01 | Sapporo 18.01 | Sapporo 19.01 | Zaō 24.01 | Zaō 26.01 | Willingen 1.02 | Lake Placid 7.02 | Lake Placid 8.02 | Ljubno 15.02 | Ljubno 16.02 | Hinzenbach 22.02 | Hinzenbach 23.02 | Oslo 13.03 | Vikersund 15.03 | Lahti 20.03 | Lahti 21.03 |
| Austria | Austria           | Austria           | Austria           | Austria           | Austria         | Austria                      | Austria         | Austria      | Austria      | Austria       | Austria       | Austria   | Austria   | Austria        | Austria          | Austria          | Austria      | Austria      | Austria          | Austria          | Austria    | Austria         | Austria     | Austria     |
| --- | ----------------- | ----------------- | ----------------- | ----------------- | --------------- | ---------------------------- | --------------- | ------------ | ------------ | ------------- | ------------- | --------- | --------- | -------------- | ---------------- | ---------------- | ------------ | ------------ | ---------------- | ---------------- | ---------- | --------------- | ----------- | ----------- |
| Lisa Eder | 7                 | 3                 | 11                | 3                 | 4               | 7                            | 9               | 4            | 7            | 2             | 10            | –         | –         | 18             | 10               | 9                | 4            | 3            | 4                | 4                | 7          | 12              | 8           | 12          |
| Sophie Kothbauer | –                 | –                 | –                 | –                 | –               | –                            | –               | –            | –            | –             | –             | –         | –         | –              | –                | –                | –            | –            | q                | q                | –          | –               | –           | –           |
| Marita Kramer | 16                | 23                | 28                | q                 | 25              | 24                           | q               | –            | –            | –             | –             | –         | –         | –              | –                | –                | –            | –            | –                | –                | –          | –               | –           | –           |
| Chiara Kreuzer | –                 | –                 | –                 | –                 | –               | –                            | –               | q            | q            | –             | –             | –         | –         | 31             | –                | –                | 20           | 20           | 21               | 22               | –          | –               | –           | –           |
| Vanessa Moharitsch | –                 | –                 | –                 | –                 | –               | –                            | –               | –            | –            | –             | –             | –         | –         | –              | –                | –                | –            | –            | q                | q                | –          | –               | –           | –           |
| Julia Mühlbacher | 20                | 21                | 19                | 26                | 18              | 19                           | 28              | 17           | 19           | 22            | 22            | 22        | 27        | 27             | 29               | 27               | 16           | 8            | 13               | 11               | 22         | 17              | 27          | 18          |
| Eva Pinkelnig | 6                 | 8                 | 5                 | 9                 | 11              | 3                            | 12              | 7            | 1            | 8             | 9             | 3         | 9         | –              | 8                | 17               | 8            | 10           | 5                | 6                | 12         | 11              | 12          | 11          |
| Sara Pokorny | –                 | –                 | –                 | –                 | –               | –                            | –               | –            | –            | –             | –             | –         | –         | –              | –                | –                | –            | –            | q                | q                | –          | –               | –           | –           |
| Jacqueline Seifriedsberger | q                 | 7                 | 21                | 7                 | 8               | 9                            | 8               | 3            | 8            | 4             | 4             | 5         | 1         | 3              | 22               | 6                | 5            | 4            | 3                | 5                | 4          | 7               | 5           | 10          |
| Meghann Wadsak | –                 | –                 | –                 | –                 | 30              | q                            | q               | 26           | q            | q             | 35            | 31        | 28        | –              | –                | –                | –            | –            | q                | 29               | –          | –               | –           | –           |
| Hannah Wiegele | –                 | –                 | –                 | –                 | –               | –                            | –               | –            | –            | –             | –             | –         | –         | 34             | –                | –                | q            | q            | q                | q                | –          | –               | –           | –           |
| Chiny |                   |                   |                   |                   |                 |                              |                 |              |              |               |               |           |           |                |                  |                  |              |              |                  |                  |            |                 |             |             |
| Dong Bing | 33                | q                 | q                 | 20                | –               | –                            | –               | q            | 35           | 32            | 39            | q         | 31        | –              | –                | –                | 31           | 22           | 28               | q                | 31         | –               | 31          | –           |
| Liu Qi | 28                | 31                | 34                | 30                | –               | 28                           | q               | 14           | 15           | 29            | 26            | q         | 39        | –              | –                | –                | 21           | 28           | 10               | 31               | 19         | –               | 24          | 19          |
| Pan Yutong | –                 | –                 | q                 | q                 | –               | q                            | q               | –            | –            | q             | q             | 34        | q         | –              | –                | –                | q            | q            | q                | q                | 45         | –               | 39          | –           |
| Peng Qingyue | q                 | q                 | q                 | q                 | –               | q                            | q               | q            | q            | –             | –             | q         | q         | –              | –                | –                | q            | q            | 30               | q                | 46         | –               | q           | –           |
| Shi Wanqiu | –                 | –                 | q                 | q                 | –               | –                            | –               | –            | –            | –             | –             | –         | –         | –              | –                | –                | –            | –            | –                | –                | –          | –               | –           | –           |
| Wang Liangyao | q                 | q                 | q                 | q                 | –               | q                            | q               | q            | q            | q             | q             | –         | –         | –              | –                | –                | –            | –            | –                | –                | –          | –               | –           | –           |
| Weng Yangning | q                 | q                 | q                 | 31                | –               | –                            | –               | q            | q            | q             | q             | q         | 32        | –              | –                | –                | 39           | 30           | 24               | 19               | 32         | –               | 40          | –           |
| Zhou Shiyu | q                 | 35                | 31                | 25                | –               | q                            | q               | q            | q            | q             | 36            | q         | q         | –              | –                | –                | q            | q            | 39               | 35               | 43         | –               | q           | –           |
| Czechy |                   |                   |                   |                   |                 |                              |                 |              |              |               |               |           |           |                |                  |                  |              |              |                  |                  |            |                 |             |             |
| Anežka Indráčková | q                 | q                 | q                 | q                 | –               | 29                           | 27              | 27           | 33           | –             | –             | –         | –         | –              | 32               | 29               | –            | –            | 35               | 26               | –          | –               | q           | –           |
| Karolína Indráčková | q                 | q                 | 30                | 29                | 32              | q                            | 29              | 36           | 32           | –             | –             | –         | –         | –              | –                | –                | 34           | 24           | 33               | 32               | 34         | –               | 35          | –           |
| Veronika Jenčová | q                 | q                 | q                 | q                 | q               | q                            | q               | q            | q            | –             | –             | –         | –         | –              | –                | –                | q            | 34           | q                | dsq              | 42         | –               | –           | –           |
| Klára Ulrichová | q                 | q                 | dsq               | q                 | 39              | q                            | q               | q            | 39           | –             | –             | –         | –         | –              | –                | –                | –            | –            | –                | –                | –          | –               | q           | –           |
| Finlandia |                   |                   |                   |                   |                 |                              |                 |              |              |               |               |           |           |                |                  |                  |              |              |                  |                  |            |                 |             |             |
| Julia Äikiä | –                 | –                 | –                 | –                 | –               | –                            | –               | –            | –            | –             | –             | –         | –         | –              | –                | –                | –            | –            | –                | –                | –          | –               | q           | –           |
| Heta Hirvonen | –                 | –                 | –                 | –                 | –               | –                            | –               | –            | –            | –             | –             | –         | –         | –              | –                | –                | –            | –            | –                | –                | –          | –               | q           | 31          |
| Julia Kykkänen | 29                | q                 | 18                | 24                | q               | 27                           | 26              | –            | –            | 25            | 18            | 28        | 26        | 21             | 26               | 28               | –            | –            | –                | –                | 35         | –               | 33          | 26          |
| Sofia Mattila | –                 | –                 | –                 | –                 | –               | –                            | –               | –            | –            | –             | –             | –         | –         | –              | –                | –                | –            | –            | –                | –                | –          | –               | q           | –           |
| Jenny Rautionaho | 15                | 24                | 14                | 17                | 14              | 18                           | 22              | q            | 14           | 18            | 14            | 26        | 24        | 14             | 13               | 22               | 17           | 14           | –                | –                | 16         | 18              | 18          | 23          |
| Oosa Thure | –                 | –                 | –                 | –                 | –               | –                            | –               | –            | –            | –             | –             | –         | –         | –              | –                | –                | –            | –            | –                | –                | –          | –               | q           | 32          |
| Emilia Vidgren | –                 | –                 | –                 | –                 | –               | –                            | –               | –            | –            | –             | –             | –         | –         | –              | –                | –                | –            | –            | –                | –                | –          | –               | q           | –           |
| Francja |                   |                   |                   |                   |                 |                              |                 |              |              |               |               |           |           |                |                  |                  |              |              |                  |                  |            |                 |             |             |
| Emma Chervet | q                 | q                 | 39                | 33                | q               | q                            | 30              | 32           | q            | 30            | 32            | q         | 32        | 33             | 24               | 25               | 35           | 33           | 19               | 24               | 29         | –               | q           | –           |
| Joséphine Pagnier | 18                | q                 | 26                | 36                | 34              | 25                           | q               | 22           | q            | 31            | 20            | 14        | 22        | 16             | 16               | 23               | 14           | 25           | 17               | 14               | 15         | 22              | 17          | 14          |
| Japonia |                   |                   |                   |                   |                 |                              |                 |              |              |               |               |           |           |                |                  |                  |              |              |                  |                  |            |                 |             |             |
| Kurumi Ichinohe | 31                | 22                | 20                | 28                | 15              | 20                           | 21              | 15           | 25           | 33            | –             | 20        | 29        | 24             | –                | –                | 10           | 11           | 26               | 15               | 38         | 19              | 32          | 29          |
| Yūki Itō | 13                | 12                | 16                | 11                | q               | 14                           | 10              | 21           | 10           | 15            | 15            | 7         | 13        | 12             | –                | –                | 9            | 7            | 15               | 12               | 10         | 6               | 6           | 9           |
| Haruka Iwasa | q                 | 34                | –                 | –                 | –               | –                            | –               | –            | –            | 24            | 27            | q         | –         | –              | –                | –                | –            | –            | –                | –                | –          | –               | –           | –           |
| Riko Iwasaki | –                 | –                 | –                 | –                 | –               | –                            | –               | –            | –            | q             | –             | q         | –         | –              | 31               | 34               | –            | –            | –                | –                | –          | –               | –           | –           |
| Yūka Kobayashi | –                 | –                 | –                 | –                 | –               | –                            | –               | –            | –            | q             | –             | 38        | –         | –              | –                | –                | –            | –            | –                | –                | –          | –               | –           | –           |
| Nozomi Maruyama | 12                | 16                | 13                | 15                | 19              | 16                           | 18              | 10           | 11           | 21            | 16            | dsq       | –         | 20             | –                | –                | 18           | 19           | 23               | 18               | 11         | 10              | 15          | 17          |
| Ringo Miyajima | –                 | –                 | –                 | –                 | –               | –                            | –               | –            | –            | 39            | –             | 39        | –         | –              | –                | –                | –            | –            | –                | –                | –          | –               | –           | –           |
| Nagomi Nakayama | –                 | –                 | –                 | –                 | –               | –                            | –               | –            | –            | q             | –             | 33        | 40        | –              | –                | –                | –            | –            | –                | –                | –          | –               | –           | –           |
| Kikka Sakamoto | –                 | –                 | –                 | –                 | –               | –                            | –               | –            | –            | –             | –             | –         | –         | –              | 35               | 33               | –            | –            | –                | –                | –          | –               | –           | –           |
| Riko Sakurai | –                 | –                 | –                 | –                 | –               | –                            | –               | –            | –            | 35            | –             | q         | –         | –              | –                | –                | –            | –            | –                | –                | –          | –               | –           | –           |
| Yuzuki Satō | –                 | –                 | –                 | –                 | –               | –                            | –               | –            | –            | 28            | 29            | 36        | q         | –              | 23               | 20               | –            | –            | –                | –                | 21         | –               | 16          | –           |
| Yūka Setō | 17                | 9                 | 22                | 23                | 16              | 21                           | 19              | 19           | 12           | 13            | 19            | 20        | 16        | 13             | –                | –                | 12           | 13           | 11               | 13               | 27         | –               | 22          | 27          |
| Sara Takanashi | 10                | 17                | 14                | 4                 | 12              | 15                           | 11              | 11           | 30           | 14            | 8             | 11        | 7         | 7              | –                | –                | 6            | 6            | 6                | 9                | 5          | 15              | 14          | 8           |
| Kanada |                   |                   |                   |                   |                 |                              |                 |              |              |               |               |           |           |                |                  |                  |              |              |                  |                  |            |                 |             |             |
| Alexandria Loutitt | 8                 | 10                | 12                | 8                 | 5               | 13                           | 14              | 9            | 24           | 1             | 12            | 8         | 4         | –              | 3                | 10               | q            | q            | –                | –                | 6          | 5               | 3           | 16          |
| Nicole Maurer | 26                | 27                | 33                | 34                | 24              | q                            | q               | 35           | 27           | 26            | 23            | 25        | 38        | –              | dns              | 21               | 36           | 18           | 17               | 16               | 26         | –               | 26          | 21          |
| Abigail Strate | 9                 | 18                | 25                | 18                | 21              | 17                           | 17              | 18           | 18           | 19            | q             | 17        | 14        | –              | 14               | 12               | –            | –            | 8                | 3                | 9          | 14              | 11          | 7           |
| Niemcy |                   |                   |                   |                   |                 |                              |                 |              |              |               |               |           |           |                |                  |                  |              |              |                  |                  |            |                 |             |             |
| Lia Böhme | –                 | –                 | –                 | –                 | –               | q                            | –               | –            | –            | –             | –             | –         | –         | –              | –                | –                | –            | –            | –                | –                | –          | –               | –           | –           |
| Kim Amy Duschek | –                 | –                 | –                 | –                 | –               | q                            | –               | –            | –            | –             | –             | –         | –         | –              | –                | –                | –            | –            | –                | –                | –          | –               | –           | –           |
| Selina Freitag | 3                 | 2                 | 17                | 6                 | 8               | 8                            | 5               | 5            | 5            | 5             | 2             | 9         | 8         | 8              | 4                | 3                | 2            | 2            | 2                | 2                | 8          | 3               | 2           | 2           |
| Luisa Görlich | –                 | –                 | –                 | –                 | –               | –                            | –               | –            | –            | –             | –             | –         | –         | –              | –                | –                | 13           | 12           | 22               | 38               | –          | –               | –           | –           |
| Anna Hollandt | 25                | 32                | 36                | 38                | –               | q                            | –               | 28           | 28           | q             | 38            | q         | 35        | –              | –                | –                | –            | –            | –                | –                | –          | –               | –           | –           |
| Alvine Holz | 27                | 28                | 23                | 21                | 31              | 30                           | q               | 29           | 31           | 40            | 30            | 27        | 20        | –              | –                | –                | 32           | 35           | 37               | 27               | 44         | –               | 36          | –           |
| Julina Kreibich | –                 | –                 | –                 | –                 | –               | q                            | –               | –            | –            | –             | –             | –         | –         | –              | –                | –                | –            | –            | –                | –                | –          | –               | –           | –           |
| Pia Lilian Kübler | –                 | –                 | –                 | –                 | –               | q                            | q               | –            | –            | –             | –             | –         | –         | –              | –                | –                | –            | –            | –                | –                | –          | –               | –           | –           |
| Agnes Reisch | 24                | 19                | –                 | –                 | 13              | 4                            | 7               | 20           | 13           | 12            | 5             | 4         | 11        | 5              | 5                | 2                | –            | –            | –                | –                | 24         | 21              | –           | –           |
| Anna-Fay Scharfenberg | –                 | –                 | –                 | –                 | –               | q                            | q               | –            | –            | –             | –             | –         | –         | –              | –                | –                | –            | –            | –                | –                | –          | –               | –           | –           |
| Katharina Schmid | 2                 | 1                 | 1                 | 1                 | 2               | 5                            | 4               | 1            | 2            | 6             | 7             | 16        | 12        | 11             | 11               | 7                | 7            | 5            | 9                | 7                | 18         | 9               | 7           | 5           |
| Juliane Seyfarth | 14                | 14                | 31                | 16                | 17              | 11                           | 16              | 15           | 22           | 20            | 21            | 29        | 17        | 15             | 18               | 16               | 21           | 17           | 12               | 10               | 14         | 13              | 13          | 15          |
| Emely Torazza | –                 | –                 | q                 | q                 | q               | q                            | q               | –            | –            | –             | –             | –         | –         | 19             | –                | –                | 26           | 23           | 20               | 21               | –          | –               | 34          | –           |
| Norwegia |                   |                   |                   |                   |                 |                              |                 |              |              |               |               |           |           |                |                  |                  |              |              |                  |                  |            |                 |             |             |
| Thea Minyan Bjørseth | 11                | 15                | 6                 | 10                | 3               | 6                            | 20              | 8            | 9            | 9             | 3             | 2         | 6         | 4              | 7                | 5                | 3            | –            | –                | –                | –          | –               | –           | –           |
| Kjersti Græsli | q                 | q                 | –                 | –                 | –               | –                            | –               | –            | –            | –             | –             | –         | –         | –              | –                | –                | –            | –            | –                | –                | –          | –               | –           | –           |
| Eirin Maria Kvandal | dsq               | 4                 | 2                 | 39                | 7               | 2                            | 3               | –            | –            | 3             | 1             | 6         | 2         | 1              | 2                | 4                | –            | –            | –                | –                | 3          | 4               | 4           | 4           |
| Ingvild Synnøve Midtskogen | 5                 | 5                 | 7                 | 12                | q               | 23                           | 13              | 30           | 34           | –             | –             | –         | –         | 9              | 6                | 15               | –            | –            | –                | –                | 20         | –               | 19          | 13          |
| Nora Midtsundstad | q                 | q                 | –                 | –                 | –               | –                            | –               | 39           | 36           | –             | –             | –         | –         | –              | –                | –                | –            | –            | –                | –                | –          | –               | –           | –           |
| Silje Opseth | 23                | 20                | –                 | –                 | 26              | –                            | –               | –            | –            | q             | –             | –         | –         | –              | –                | –                | –            | –            | –                | –                | –          | –               | –           | –           |
| Anna Odine Strøm | 4                 | 6                 | 8                 | 14                | 10              | 10                           | 2               | 6            | 4            | 10            | 11            | 11        | 5         | 2              | 12               | 7                | 30           | q            | –                | –                | 2          | 8               | 9           | 6           |
| Heidi Dyhre Traaserud | 22                | 30                | –                 | –                 | 20              | 22                           | 24              | 24           | 20           | 17            | 23            | 10        | 17        | 23             | 15               | 13               | dsq          | q            | –                | –                | 30         | 20              | 30          | 30          |
| Polska |                   |                   |                   |                   |                 |                              |                 |              |              |               |               |           |           |                |                  |                  |              |              |                  |                  |            |                 |             |             |
| Pola Bełtowska | q                 | q                 | –                 | –                 | –               | –                            | –               | –            | –            | q             | q             | q         | q         | 36             | 28               | q                | –            | –            | –                | –                | 37         | –               | q           | –           |
| Nicole Konderla | q                 | 38                | –                 | –                 | q               | –                            | –               | q            | q            | q             | q             | 37        | q         | –              | 34               | dsq              | q            | 39           | –                | –                | –          | –               | –           | –           |
| Natalia Słowik | q                 | q                 | –                 | –                 | q               | –                            | –               | q            | q            | –             | –             | –         | –         | –              | q                | 38               | –            | –            | –                | –                | –          | –               | –           | –           |
| Anna Twardosz | 34                | q                 | –                 | –                 | 29              | –                            | –               | q            | 26           | 38            | 37            | 24        | 19        | 29             | 20               | 19               | 37           | 15           | –                | –                | 32         | –               | 21          | 28          |
| Rumunia |                   |                   |                   |                   |                 |                              |                 |              |              |               |               |           |           |                |                  |                  |              |              |                  |                  |            |                 |             |             |
| Daniela Haralambie | 36                | q                 | 38                | 35                | 38              | q                            | q               | dns          | 38           | –             | –             | –         | –         | –              | –                | –                | 27           | 27           | 38               | 33               | –          | –               | –           | –           |
| Słowacja |                   |                   |                   |                   |                 |                              |                 |              |              |               |               |           |           |                |                  |                  |              |              |                  |                  |            |                 |             |             |
| Kira Mária Kapustíková | 35                | q                 | q                 | q                 | q               | q                            | q               | q            | q            | –             | –             | –         | –         | –              | –                | –                | –            | –            | –                | –                | –          | –               | q           | –           |
| Tamara Mesíková | –                 | –                 | –                 | –                 | –               | –                            | –               | q            | q            | –             | –             | –         | –         | –              | 33               | 37               | –            | –            | –                | –                | –          | –               | q           | –           |
| Słowenia |                   |                   |                   |                   |                 |                              |                 |              |              |               |               |           |           |                |                  |                  |              |              |                  |                  |            |                 |             |             |
| Živa Andrić | –                 | –                 | –                 | –                 | –               | –                            | –               | –            | –            | –             | –             | –         | –         | –              | –                | –                | q            | q            | –                | –                | –          | –               | –           | –           |
| Taja Bodlaj | 30                | q                 | q                 | 32                | 22              | q                            | 25              | 23           | 21           | 34            | 31            | 19        | 21        | 30             | 25               | 26               | –            | –            | –                | –                | 25         | –               | 23          | 25          |
| Tina Erzar | q                 | q                 | 27                | 27                | –               | q                            | q               | 25           | 29           | –             | –             | –         | –         | –              | 21               | 30               | –            | –            | 25               | 25               | 41         | –               | 28          | –           |
| Mia Ingolič | –                 | –                 | –                 | –                 | –               | –                            | –               | –            | –            | –             | –             | –         | –         | –              | –                | –                | 29           | 35           | –                | –                | –          | –               | –           | –           |
| Jerica Jesenko | –                 | –                 | –                 | –                 | –               | –                            | –               | –            | –            | –             | –             | –         | –         | –              | –                | –                | 24           | 29           | q                | q                | –          | –               | –           | –           |
| Lucija Jurgec | –                 | –                 | –                 | –                 | –               | –                            | –               | –            | –            | –             | –             | –         | –         | –              | 39               | 39               | –            | –            | –                | –                | –          | –               | –           | –           |
| Ema Klinec | dsq               | 13                | 4                 | 2                 | 6               | 12                           | 6               | 12           | 6            | 7             | 13            | 13        | 15        | 10             | 9                | 11               | 11           | 16           | –                | –                | 13         | 2               | 10          | 3           |
| Katra Komar | q                 | q                 | –                 | –                 | q               | q                            | q               | 34           | q            | q             | q             | 32        | 36        | –              | –                | –                | 25           | 31           | 27               | 20               | 39         | –               | 37          | –           |
| Tinkara Komar | –                 | –                 | –                 | –                 | –               | –                            | –               | –            | –            | –             | –             | –         | –         | –              | –                | –                | –            | –            | 32               | 30               | –          | –               | –           | –           |
| Nina Kontrec | –                 | –                 | –                 | –                 | –               | –                            | –               | –            | –            | –             | –             | –         | –         | –              | –                | –                | q            | q            | –                | –                | –          | –               | –           | –           |
| Taja Košir | –                 | –                 | –                 | –                 | –               | –                            | –               | –            | –            | –             | –             | –         | –         | –              | –                | –                | q            | q            | –                | –                | –          | –               | –           | –           |
| Ajda Košnjek | –                 | –                 | –                 | –                 | 33              | q                            | q               | 37           | q            | –             | –             | –         | –         | –              | –                | –                | –            | –            | –                | –                | –          | –               | –           | –           |
| Maja Kovačič | –                 | –                 | –                 | –                 | –               | –                            | –               | –            | –            | –             | –             | –         | –         | –              | –                | –                | q            | q            | –                | –                | –          | –               | –           | –           |
| Nika Prevc | 1                 | 11                | 3                 | 5                 | 1               | 1                            | 1               | 2            | 3            | 11            | 6             | 1         | 3         | 6              | 1                | 1                | 1            | 1            | 1                | 1                | 1          | 1               | 1           | 1           |
| Taja Sitar | –                 | –                 | –                 | –                 | –               | –                            | –               | –            | –            | –             | –             | –         | –         | –              | –                | –                | 33           | 21           | 29               | 28               | –          | –               | –           | –           |
| Nika Vodan | 19                | 25                | 29                | q                 | –               | –                            | –               | –            | –            | –             | –             | –         | –         | –              | –                | –                | –            | –            | –                | –                | –          | –               | –           | –           |
| Stany Zjednoczone |                   |                   |                   |                   |                 |                              |                 |              |              |               |               |           |           |                |                  |                  |              |              |                  |                  |            |                 |             |             |
| Annika Belshaw | 37                | 37                | q                 | 40                | q               | q                            | q               | 31           | 17           | 23            | 28            | 15        | 37        | 22             | 19               | 14               | q            | 38           | 16               | dsq              | 40         | –               | 29          | 20          |
| Estella Hassrick | –                 | –                 | –                 | –                 | –               | –                            | –               | –            | –            | –             | –             | –         | –         | –              | q                | q                | –            | –            | –                | –                | –          | –               | –           | –           |
| Josie Johnson | q                 | 39                | –                 | –                 | 35              | q                            | q               | q            | q            | –             | –             | –         | –         | 26             | 27               | 24               | –            | –            | –                | –                | 28         | –               | q           | –           |
| Paige Jones | 32                | 29                | 24                | 22                | 37              | q                            | –               | q            | q            | 36            | 34            | 30        | 23        | 28             | 37               | 31               | 19           | 26           | 35               | 23               | 36         | –               | –           | –           |
| Samantha Macuga | q                 | q                 | q                 | 37                | 40              | q                            | q               | q            | q            | q             | q             | q         | q         | 35             | 36               | 36               | –            | –            | q                | q                | –          | –               | –           | –           |
| Sandra Sproch | –                 | –                 | –                 | –                 | –               | –                            | –               | –            | –            | –             | –             | –         | –         | –              | 38               | q                | –            | –            | –                | –                | –          | –               | –           | –           |
| Szwajcaria |                   |                   |                   |                   |                 |                              |                 |              |              |               |               |           |           |                |                  |                  |              |              |                  |                  |            |                 |             |             |
| Sina Arnet | –                 | –                 | 37                | q                 | 36              | –                            | –               | –            | –            | –             | –             | –         | –         | –              | 30               | 32               | –            | –            | –                | –                | –          | –               | –           | –           |
| Rea Kindlimann | –                 | –                 | q                 | q                 | q               | –                            | –               | –            | –            | –             | –             | –         | –         | –              | –                | –                | 28           | q            | –                | –                | –          | –               | –           | –           |
| Ukraina |                   |                   |                   |                   |                 |                              |                 |              |              |               |               |           |           |                |                  |                  |              |              |                  |                  |            |                 |             |             |
| Żanna Hłuchowa | q                 | 36                | q                 | q                 | q               | –                            | –               | –            | –            | q             | q             | q         | q         | –              | –                | –                | 38           | 40           | 40               | 37               | –          | –               | –           | –           |
| Tetiana Pyłypczuk | q                 | q                 | q                 | q                 | q               | –                            | –               | –            | –            | q             | q             | q         | q         | –              | –                | –                | q            | q            | q                | q                | –          | –               | –           | –           |
| Włochy |                   |                   |                   |                   |                 |                              |                 |              |              |               |               |           |           |                |                  |                  |              |              |                  |                  |            |                 |             |             |
| Martina Ambrosi | q                 | q                 | 35                | q                 | 28              | q                            | q               | 38           | 23           | 37            | 40            | 35        | 25        | –              | –                | –                | 23           | 35           | 34               | 36               | –          | –               | 38          | –           |
| Jessica Malsiner | q                 | q                 | –                 | –                 | q               | q                            | q               | q            | q            | –             | –             | –         | –         | 32             | –                | –                | q            | 31           | 31               | 34               | –          | –               | q           | –           |
| Lara Malsiner | 21                | 26                | 9                 | 13                | 23              | q                            | 15              | 13           | 16           | 16            | 17            | 18        | 10        | 17             | 17               | 18               | 15           | 9            | 7                | 8                | 17         | 16              | 25          | 22          |
| Annika Sieff | dsq               | 33                | 10                | 18                | 27              | 26                           | 23              | 33           | 37           | 27            | 25            | 23        | 30        | 25             | –                | –                | –            | –            | 14               | 17               | 23         | –               | 20          | 24          |
| Noelia Vuerich | –                 | –                 | –                 | –                 | –               | –                            | –               | q            | q            | –             | –             | –         | –         | –              | –                | –                | –            | –            | q                | q                | –          | –               | –           | –           |
| Martina Zanitzer | q                 | 40                | –                 | –                 | –               | –                            | –               | q            | 40           | q             | 33            | q         | 34        | –              | q                | 35               | –            | –            | q                | q                | –          | –               | –           | –           |
| Legenda |                   |                   |                   |                   |                 |                              |                 |              |              |               |               |           |           |                |                  |                  |              |              |                  |                  |            |                 |             |             |
| 1–3 4–30 poniżej 30 q – Zawodniczka nie zakwalifikowała się dsq – Zawodniczka zdyskwalifikowana w konkursie dns – Zawodniczka zakwalifikowana nie wystartowała w konkursie - – Zawodniczka niezgłoszona do konkursu |                   |                   |                   |                   |                 |                              |                 |              |              |               |               |           |           |                |                  |                  |              |              |                  |                  |            |                 |             |             |

## Konkursy drużynowe
| Austria                    | 3  | 3  | 2  | 3 |
| Lisa Eder                  | +  | –  | +  | + |
| Eva Pinkelnig              | +  | +  | –  | – |
| Jacqueline Seifriedsberger | –  | +  | +  | + |
| Chiny                      | –  | 10 | –  | – |
| Dong Bing                  | –  | +  | –  | – |
| Liu Qi                     | –  | +  | –  | – |
| Finlandia                  | 6  | 9  | 10 | 6 |
| Julia Kykkänen             | +  | +  | +  | + |
| Jenny Rautionaho           | +  | +  | +  | + |
| Francja                    | 8  | 11 | 8  | – |
| Emma Chervet               | +  | +  | +  | – |
| Joséphine Pagnier          | +  | +  | +  | – |
| Japonia                    | 5  | 6  | 4  | 8 |
| Yūki Itō                   | +  | +  | +  | – |
| Kikka Sakamoto             | –  | –  | –  | + |
| Yuzuki Satō                | –  | –  | –  | + |
| Sara Takanashi             | +  | +  | +  | – |
| Kanada                     | –  | 5  | –  | – |
| Alexandria Loutitt         | –  | +  | –  | – |
| Abigail Strate             | –  | +  | –  | – |
| Niemcy                     | 1  | 1  | 3  | 1 |
| Selina Freitag             | +  | +  | +  | + |
| Agnes Reisch               | –  | +  | –  | + |
| Katharina Schmid           | +  | –  | +  | – |
| Norwegia                   | 2  | 2  | 1  | 2 |
| Thea Minyan Bjørseth       | –  | +  | +  | + |
| Eirin Maria Kvandal        | +  | +  | +  | + |
| Anna Odine Strøm           | +  | –  | –  | – |
| Polska                     | 7  | 12 | 9  | 7 |
| Pola Bełtowska             | –  | –  | +  | + |
| Nicole Konderla            | +  | +  | –  | – |
| Anna Twardosz              | +  | +  | +  | + |
| Słowenia                   | 4  | 4  | 5  | 4 |
| Ema Klinec                 | +  | +  | +  | + |
| Nika Prevc                 | +  | +  | +  | + |
| Stany Zjednoczone          | 10 | 8  | 7  | 5 |
| Annika Belshaw             | +  | +  | +  | + |
| Josie Johnson              | –  | –  | +  | + |
| Paige Jones                | +  | +  | –  | – |
| Ukraina                    | 11 | 13 | –  | – |
| Żanna Hłuchowa             | +  | +  | –  | – |
| Tetiana Pyłypczuk          | +  | +  | –  | – |
| Włochy                     | 9  | 7  | 6  | – |
| Lara Malsiner              | +  | +  | +  | – |
| Annika Sieff               | +  | +  | +  | – |

## Klasyfikacje

### Klasyfikacja indywidualna
Stan po zakończeniu sezonu 2024/2025
| Miejsce | Zawodniczka                | Występy | Punkty |
| ------- | -------------------------- | ------- | ------ |
| 1.      | Nika Prevc                 | 24      | 1933   |
| 2.      | Selina Freitag             | 24      | 1293   |
| 3.      | Katharina Schmid           | 24      | 1201   |
| 4.      | Eirin Maria Kvandal        | 18      | 1026   |
| 5.      | Jacqueline Seifriedsberger | 23      | 978    |
| 6.      | Lisa Eder                  | 22      | 877    |
| 7.      | Eva Pinkelnig              | 23      | 819    |
| 8.      | Anna Odine Strøm           | 21      | 801    |
| 9.      | Ema Klinec                 | 22      | 710    |
| 10.     | Alexandria Loutitt         | 19      | 681    |
| 11.     | Thea Minyan Bjørseth       | 17      | 678    |
| 12.     | Sara Takanashi             | 22      | 601    |
| 13.     | Yūki Itō                   | 21      | 509    |
| 14.     | Agnes Reisch               | 16      | 484    |
| 15.     | Abigail Strate             | 20      | 408    |
| 16.     | Lara Malsiner              | 23      | 389    |
| 17.     | Juliane Seyfarth           | 24      | 356    |
| 18.     | Nozomi Maruyama            | 21      | 325    |
| 19.     | Yūka Setō                  | 21      | 312    |
| 20.     | Ingvild Synnøve Midtskogen | 14      | 305    |
| 21.     | Jenny Rautionaho           | 21      | 284    |
| 22.     | Julia Mühlbacher           | 24      | 264    |
| 23.     | Joséphine Pagnier          | 21      | 222    |
| 24.     | Kurumi Ichinohe            | 21      | 187    |
| 25.     | Heidi Dyhre Traaserud      | 19      | 175    |
| 26.     | Annika Sieff               | 19      | 139    |
| 27.     | Liu Qi                     | 17      | 118    |
| 28.     | Nicole Maurer              | 19      | 111    |
| 29.     | Annika Belshaw             | 18      | 108    |
| 30.     | Taja Bodlaj                | 16      | 88     |
| 31.     | Julia Kykkänen             | 15      | 81     |
| 32.     | Anna Twardosz              | 15      | 80     |
| 33.     | Paige Jones                | 17      | 55     |
| 34.     | Luisa Görlich              | 4       | 51     |
| 35.     | Yuzuki Satō                | 7       | 49     |
| 36.     | Alvine Holz                | 18      | 48     |
| 37.     | Emely Torazza              | 6       | 46     |
| 38.     | Tina Erzar                 | 10      | 42     |
| 39.     | Chiara Kreuzer             | 5       | 41     |
| 40.     | Marita Kramer              | 5       | 39     |
| 41.     | Emma Chervet               | 15      | 36     |
| 42.     | Martina Ambrosi            | 13      | 25     |
| 43.     | Silje Opseth               | 3       | 24     |
| 44.     | Dong Bing                  | 11      | 23     |
| 45.     | Katra Komar                | 9       | 21     |
| 46.     | Weng Yangning              | 8       | 20     |
| 46.     | Nika Vodan                 | 3       | 20     |
| 48.     | Josie Johnson              | 6       | 19     |
| 49.     | Anežka Indráčková          | 8       | 17     |
| 50.     | Taja Sitar                 | 4       | 15     |
| 51.     | Karolína Indráčková        | 12      | 12     |
| 51.     | Anna Hollandt              | 8       | 12     |
| 53.     | Meghann Wadsak             | 6       | 11     |
| 53.     | Haruka Iwasa               | 3       | 11     |
| 55.     | Jerica Jesenko             | 2       | 9      |
| 56.     | Daniela Haralambie         | 9       | 8      |
| 57.     | Zhou Shiyu                 | 7       | 6      |
| 58.     | Pola Bełtowska             | 3       | 3      |
| 58.     | Rea Kindlimann             | 1       | 3      |
| 60.     | Mia Ingolič                | 2       | 2      |
| 61.     | Sina Arnet                 | 4       | 1      |
| 61.     | Tinkara Komar              | 2       | 1      |
| 61.     | Peng Qingyue               | 2       | 1      |

### Klasyfikacja drużynowa
Stan po zakończeniu sezonu 2024/2025
| Miejsce | Reprezentacja     | Występy | Zaw. pkt. | Ind. | Druż. | Razem |
| ------- | ----------------- | ------- | --------- | ---- | ----- | ----- |
| 1.      | Niemcy            | 28      | 8         | 3491 | 750   | 4241  |
| 2.      | Norwegia          | 25      | 6         | 3009 | 710   | 3719  |
| 3.      | Austria           | 28      | 7         | 3029 | 595   | 3624  |
| 4.      | Słowenia          | 28      | 10        | 2841 | 450   | 3291  |
| 5.      | Japonia           | 28      | 7         | 1994 | 320   | 2314  |
| 6.      | Kanada            | 24      | 3         | 1200 | 80    | 1280  |
| 7.      | Włochy            | 27      | 3         | 553  | 135   | 688   |
| 8.      | Finlandia         | 25      | 2         | 365  | 190   | 555   |
| 9.      | Stany Zjednoczone | 25      | 3         | 182  | 200   | 382   |
| 10.     | Francja           | 25      | 2         | 258  | 70    | 328   |
| 11.     | Chiny             | 19      | 5         | 168  | 30    | 198   |
| 12.     | Polska            | 20      | 2         | 83   | 110   | 193   |
| 13.     | Czechy            | 15      | 2         | 29   | –     | 29    |
| 14.     | Rumunia           | 9       | 1         | 8    | –     | 8     |
| 15.     | Szwajcaria        | 5       | 2         | 4    | –     | 4     |

### KlasyfikacjaTurnieju Dwóch Nocy
Stan po zakończeniu Turnieju Dwóch Nocy 2024/2025
| Miejsce | Zawodniczka                | Występy | Punkty |
| ------- | -------------------------- | ------- | ------ |
| 1.      | Nika Prevc                 | 2       | 587,7  |
| 2.      | Eirin Maria Kvandal        | 2       | 568,7  |
| 3.      | Katharina Schmid           | 2       | 547,8  |
| 4.      | Selina Freitag             | 2       | 544,4  |
| 5.      | Anna Odine Strøm           | 2       | 543,6  |
| 6.      | Ema Klinec                 | 2       | 535,1  |
| 7.      | Agnes Reisch               | 2       | 533,5  |
| 8.      | Eva Pinkelnig              | 2       | 528,6  |
| 9.      | Lisa Eder                  | 2       | 524,8  |
| 10.     | Jacqueline Seifriedsberger | 2       | 521,8  |
| ...     |                            |         |        |

### KlasyfikacjaRaw Air
Stan po zakończeniu Raw Air 2025
| Miejsce | Zawodniczka                | Występy | Punkty |
| ------- | -------------------------- | ------- | ------ |
| 1.      | Nika Prevc                 | 2       | 455,2  |
| 2.      | Eirin Maria Kvandal        | 2       | 371,3  |
| 3.      | Anna Odine Strøm           | 2       | 357,2  |
| 4.      | Jacqueline Seifriedsberger | 2       | 355,7  |
| 5.      | Selina Freitag             | 2       | 353,2  |
| 6.      | Alexandria Loutitt         | 2       | 346,4  |
| 7.      | Ema Klinec                 | 2       | 340,4  |
| 8.      | Yūki Itō                   | 2       | 328,8  |
| 9.      | Lisa Eder                  | 2       | 311,1  |
| 10.     | Nozomi Maruyama            | 2       | 301,9  |
| ...     |                            |         |        |

## Zwyciężczynie kwalifikacji do zawodów
| Źródło | Źródło            | Źródło            | Źródło                 | Źródło                     | Źródło |
| Nr     | Data kwalifikacji | Data konkursu     | Miejsce                | Zawodniczka                |        |
| ------ | ----------------- | ----------------- | ---------------------- | -------------------------- | ------ |
| 1.     | 23 listopada 2024 | 23 listopada 2024 | Lillehammer            | Alexandria Loutitt         |        |
| 2.     | 24 listopada 2024 | 24 listopada 2024 | Lillehammer            | Selina Freitag             |        |
| 3.     | 13 grudnia 2024   | 14 grudnia 2024   | Zhangjiakou            | Nika Prevc                 |        |
| 4.     | 15 grudnia 2024   | 15 grudnia 2024   | Zhangjiakou            | Jacqueline Seifriedsberger |        |
| 5.     | 21 grudnia 2024   | 21 grudnia 2024   | Engelberg              | Katharina Schmid           |        |
| 6.     | 22 grudnia 2024   | zawody odwołane   | Engelberg              | kwalifikacje odwołane      |        |
| 7.     | 30 grudnia 2024   | 31 grudnia 2024   | Garmisch-Partenkirchen | Selina Freitag             |        |
| 8.     | 1 stycznia 2025   | 1 stycznia 2025   | Oberstdorf             | Katharina Schmid           |        |
| 9.     | 5 stycznia 2025   | 5 stycznia 2025   | Villach                | Katharina Schmid           |        |
| 10.    | 6 stycznia 2025   | 6 stycznia 2025   | Villach                | Katharina Schmid           |        |
| 11.    | 18 stycznia 2025  | 18 stycznia 2025  | Sapporo                | Thea Minyan Bjørseth       |        |
| 12.    | 19 stycznia 2025  | 19 stycznia 2025  | Sapporo                | Nika Prevc                 |        |
| 13.    | 23 stycznia 2025  | 24 stycznia 2025  | Zaō                    | Eirin Maria Kvandal        |        |
| 14.    | 26 stycznia 2025  | 26 stycznia 2025  | Zaō                    | Jacqueline Seifriedsberger |        |
| 15.    | 1 lutego 2025     | 1 lutego 2025     | Willingen              | kwalifikacje odwołane      |        |
| 16.    | 6 lutego 2025     | 7 lutego 2025     | Lake Placid            | Eirin Maria Kvandal        |        |
| 17.    | 8 lutego 2025     | 8 lutego 2025     | Lake Placid            | Eirin Maria Kvandal        |        |
| 18.    | 14 lutego 2025    | 15 lutego 2025    | Ljubno                 | Nika Prevc                 |        |
| 19.    | 16 lutego 2025    | 16 lutego 2025    | Ljubno                 | Nika Prevc                 |        |
| 20.    | 22 lutego 2025    | 22 lutego 2025    | Hinzenbach             | Selina Freitag             |        |
| 21.    | 23 lutego 2025    | 23 lutego 2025    | Hinzenbach             | Selina Freitag             |        |
| 22.    | 13 marca 2025     | 13 marca 2025     | Oslo                   | kwalifikacje odwołane      |        |
| 23.    | 20 marca 2025     | 20 marca 2025     | Lahti                  | Nika Prevc                 |        |